# 终因格
终因格是一种格，出现在匈牙利语和楚瓦什语中，表达“为了...原因”，:93常用于商业活动。:116通过将后缀-ért加到名词后形成，如kenyér“面包”>kenyérért“为面包”、elküldtem a boltba kenyérért“我因为面包送他去超市”。:115不被匈牙利语元音和谐影响。:111